# Chocolove from AKB48
Chocolove from AKB48 est un groupe féminin de J-pop actif en 2007, composé de trois idoles japonaises.

## Biographie
C'est le premier sous-groupe du populaire groupe AKB48, dont ses membres font partie en parallèle. Il sort trois disques et un DVD chez Universal Music Japan en 2007. La chanson-titre de son premier single, Ashita wa Ashita no Kimi ga Umareru, sert de thème de fin à la série anime The Skull Man.
Le groupe est dissous après le départ de Rina Nakanishi des AKB48.

## Membres
- Sayaka Akimoto (秋元才加?) (Team K)
- Sae Miyazawa (宮澤佐江?) (Team K)
- Rina Nakanishi (中西里菜?) (ex-Team A)

## Discographie
Singles
1. 6 juin 2007 : Ashita wa Ashita no Kimi ga Umareru (明日は明日の君が生まれる?)
2. 29 août 2007 : Mail no Namida (メールの涙?)

Album
1. 21 novembre 2007 : Dessert

DVD
1. 26 décembre 2007 : Brownie